# Schrieverova letecká základna
Schrieverova letecká základna (anglicky Schriever Air Force Base) je vojenská letecká základna letectva Spojených států amerických nacházející se 16 kilometrů východně od Petersonovy letecké základny, nedaleko Colorado Springs v El Paso County ve státě Colorado.
Je domovskou základnou 50. kosmického křídla (50th Space Wing; 50 SW), spadajícího pod Velitelství vzdušných a vesmírných sil (Air Force Space Command). Hlavním úkolem 50 SW je velení a kontrola obranných, navigačních a komunikačních satelitů. Schrieverova základna je také hlavním operačním střediskem navigačního systému GPS.
Výstavba základny započala v roce 1983, zprovozněna pak byla v roce 1985 pod názvem „Falcon Air Force Station“. 5. června 1998 byla pojmenována na počest generála letectva Bernarda Adolpha Schrievera, průkopníka vývojových programů balistických raket.